# Pterobrimus depressus
Pterobrimus depressus är en insektsart som beskrevs av Ludwig Redtenbacher 1906. Pterobrimus depressus ingår i släktet Pterobrimus och familjen Heteropterygidae. Inga underarter finns listade i Catalogue of Life.